# Escudo de armas del estado Lara
El escudo de armas del estado Lara fue creado por Decreto de la Asamblea Legislativa, con fecha del 9 de febrero de 1877. 
La conformación heráldica de dicho emblema según ratificación del Presidente del Estado doctor Rafael González Pacheco, el 8 de mayo de 1905, es la siguiente: 
"El Escudo está dividido en cuatro cuarteles, dos en oro y dos de azul, en los cuales, están representadas la cría por dos cabezas de buey; una hoz y un haz de espigas que representan la agricultura. Separarán estos cuarteles una barra roja, que contendrá dos cañones, y en el centro, una fortaleza sobre campo de plata. En la parte superior, lucirá la Estrella de Occidente y todo el Escudo será ceñido por una corona de laurel con cinta de plata".
- Datos: Q6431235